# Federico Matías Vieyra
Federico Matías Vieyra (* 21. Juli 1988 in Buenos Aires) ist ein argentinischer Handballspieler.

## Karriere

### Verein
Der 1,92 m große rechte Rückraumspieler spielte in seiner Heimat für den Club Vicente López. Ab Sommer 2008 stand er in Spanien in der Liga Asobal unter Vertrag, zunächst drei Jahre beim Club Balonmano Torrevieja, dann eine Saison beim Aufsteiger Club Balonmano Huesca. Ab der Spielzeit 2012/13 lief er in Frankreich für den Zweitligisten Istres OPH auf, mit dem ihm 2014 der Aufstieg in die erste Liga gelang. Nach dem sofortigen Wiederabstieg spielte der Linkshänder fünf Jahre beim spanischen Erstligisten Ademar León. Mit León wurde er 2017, 2018 und 2020 Zweiter in der Liga. Zudem nahm er je zweimal am EHF-Pokal und an der EHF Champions League teil. Ab 2020 ging er für den italienischen Erstligisten Raimond Handball Sassari auf Torejagd. Mit den Italienern trat er im EHF European Cup an. Seit 2022 spielt er wieder in Argentinien. Von seinem Heimatverein Club Vicente López wurde er 2022 kurzzeitig an SAG Villa Ballester ausgeliehen.

### Nationalmannschaft
Mit der argentinischen Nationalmannschaft gewann Vieyra dreimal die Panamerikameisterschaft sowie einmal die Panamerikanischen Spiele.
Außerdem nahm er an den Olympischen Spielen 2012 und 2016 sowie den Weltmeisterschaften 2011, 2013, 2015, 2017 und 2019 teil.

### Erfolge
Panamerikameisterschaft:
- Gold 2012, 2014, 2018
- Bronze 2016

Panamerikanische Spiele:
- Gold 2011
- Silber 2015

Südamerikaspiele:
- Silber 2018